# Гамильтон, Элизабет
Элизабе́т Га́мильтон (в девичестве — Скайлер, англ. Elizabeth Schuyler Hamilton; 9 августа 1757 — 9 ноября 1854) — жена американского государственного деятеля Александра Гамильтона, основатель и заместитель директора первого частного приюта в Нью-Йорке.

## Биография
Элизабет Скайлер родилась в Олбани, провинция Нью-Йорк, в семье военного и политического деятеля Филипа Скайлера (1733—1804), впоследствии генерала Войны за независимость и Кэтрин ван Ренсселер (1734—1803); ван Ренсселеры были одной из самых богатых и наиболее влиятельных в политическом отношении семей в провинции Нью-Йорк. У Элизабет Скайлер было семь братьев и сестер, которые дожили до совершеннолетия, в том числе Анжелика Скайлер-Чёрч и Маргарита «Пегги» Скайлер ван Ренсселаер
Семья Скайлеров происходила из среды богатых голландских землевладельцев, которые поселились в Олбани в середине 1600-х годов, и её мать и отец были выходцами из богатых и знатных семей. Как и многие землевладельцы того времени, Филипп Скайлер владел рабами. Несмотря на опасности французской и индейской войны, в которой её отец, и которая была частично связана с детством, детство Элизабет было счастливым.
Как и большинство голландских семей этого района, семья Скайлеров принадлежала к числу прихожан Реформатской голландской церкви Олбани, здание которой сохранилось до нашего времени.

## Личная жизнь
В начале 1780 года Элизабет Скайлер отправилась со своей тетей Гертрудой Скайлер Кокран в Морристаун, штат Нью-Джерси. Там она познакомилась с Александром Гамильтоном, одним из адъютантов генерала Джорджа Вашингтона. Отношения между Элизабет Скайлер и Александром Гамильтоном быстро развивались и уже к началу апреля они были официально помолвлены с благословения отца Элизабет. 14 декабря 1780 года Александр Гамильтон и Элизабет Скайлер поженились в родовом имении Скайлеров.
У супругов было восемь детей, в том числе шесть сыновей:

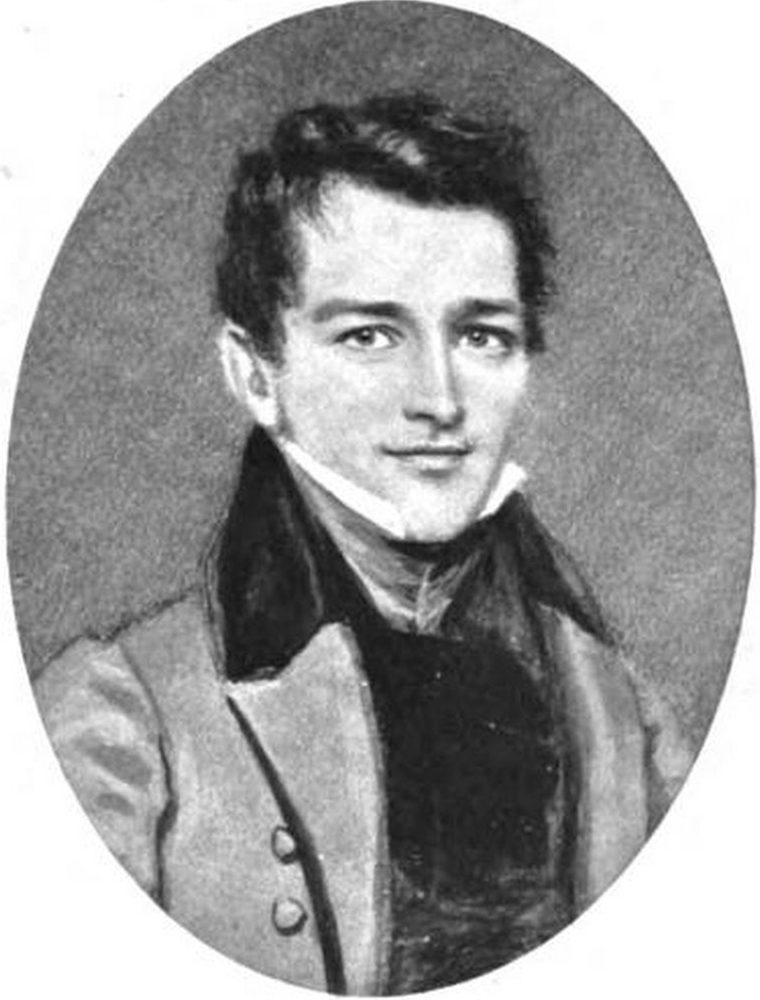
Филипп Гамильтон

- Филип[англ.] (1782—1801), назван в честь отца Элизабет.
- Александр-младший[англ.] (1786—1875) — адвокат. Женился на Элайзе П. Нокс (ж. 1817 — ум. 1871), дочери Уильяма Нокса, который в то время был ведущим торговцем в Нью-Йорке.
- Джеймс-Александр[англ.] (1788—1878) — американский солдат, исполняющий обязанности государственного секретаря. Он вошёл в политику как демократ и сторонник Эндрю Джексона. Женился на Мэри Моррис (ж. 1810 — ум. 1869), дочери Роберта Морриса и Фрэнсис Людлам.

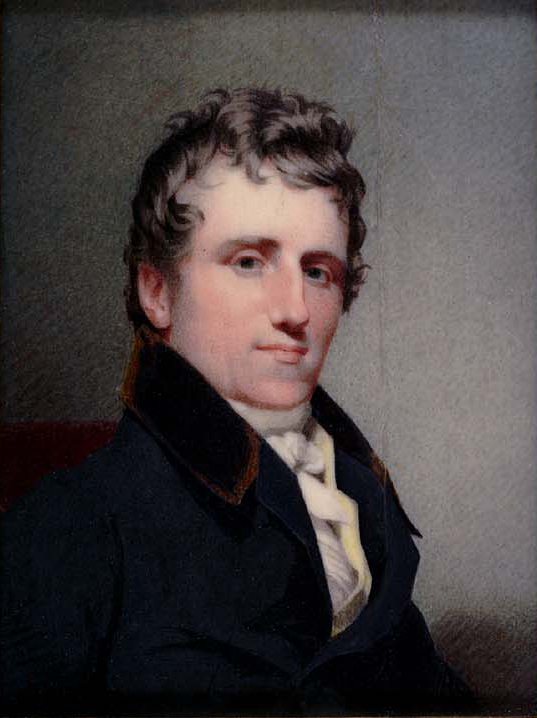
Джон Чёрч Гамильтон

- Джон-Чёрч (1792—1882) — историк, биограф и юрист. Женился на Марии Элизе ван ден Хеувел (1814—1873), дочери Яна Корнелиса ван ден Хеувела, голландского владельца плантации и политика.
- Уильям[англ.] (1797—1850) — американский политик и шахтёр, служил в различных политических учреждениях и был командиром в двух войнах с индейцами на Среднем Западе. Никогда не был женат и не имел детей.

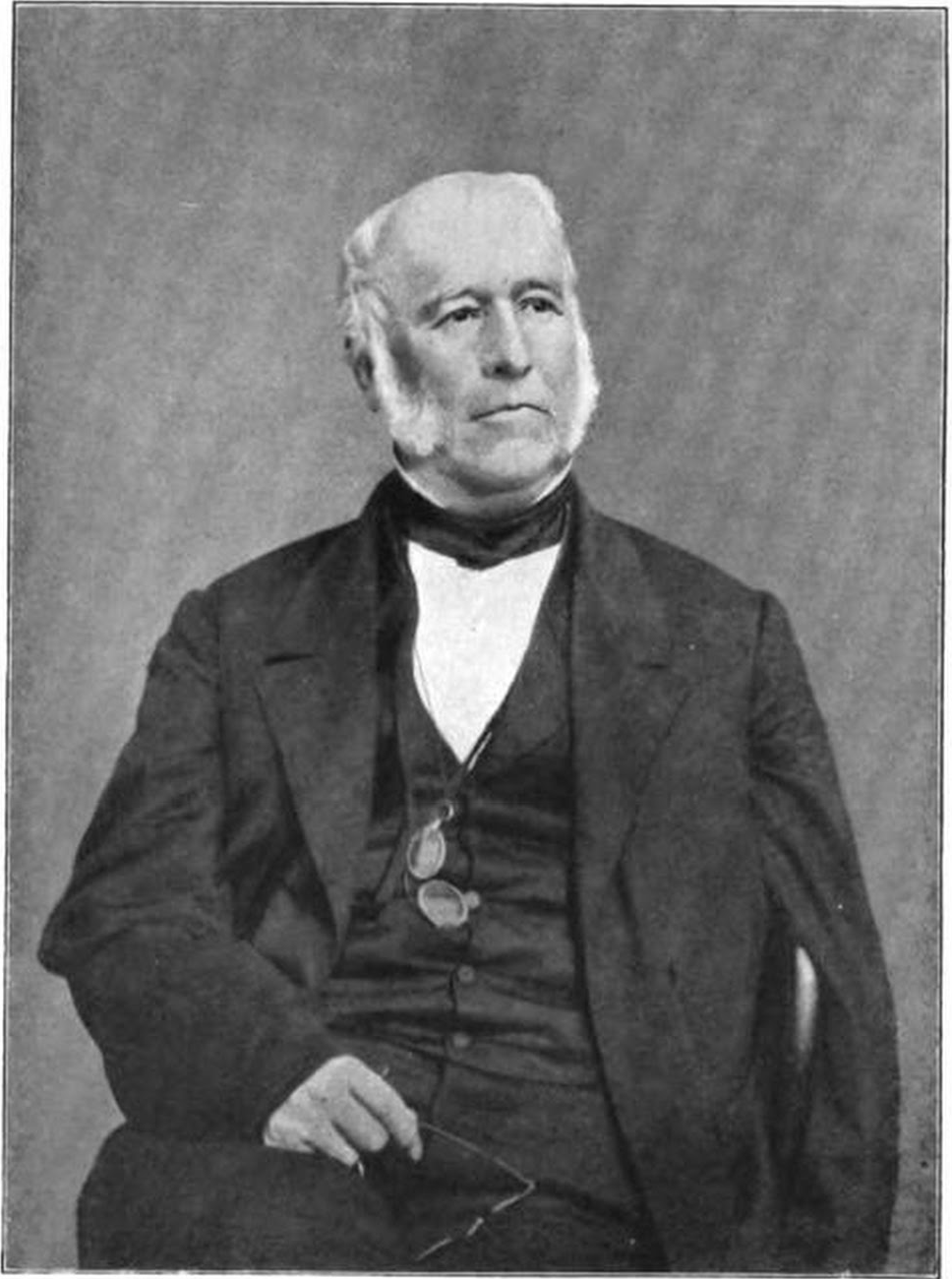
Филипп-младший

- Филип-младший[англ.] (1802—1884), назван в честь брата, после его смерти на дуэли. Был адвокатом. Женился на Ребекке Маклейн (1842—1893).

Две дочери:
- Анжелика (1784—1857), названа в честь старшей сестры Элизабет, Анжелики Скайлер-Чёрч. Имела проблемы с психическим здоровьем. Никогда не выходила замуж и не имела детей.
- Элайза[англ.] (1799—1859). Вышла за Сидни Августуса Холли (1825—1842).

Все дети дожили до совершеннолетия.
Элизабет также поддерживала отношения с Мартой Вашингтон, до и после брака с Александром.
Помимо собственных детей, в 1787 году Элайза и Александр взяли к себе в дом Фрэнсис (Фанни) Антилл, двухлетнюю младшую дочь друга Гамильтона полковника Эдварда Антилла, жена которого недавно умерла. Два года спустя полковник Антилл умер в Канаде, а Фанни продолжала жить с Гамильтонами ещё восемь лет, пока старшая сестра не вышла замуж и не смогла взять Фанни в свой дом.
Фрэнсис воспитывалась Гамильтонами так же, как и их родные дети.

### Памфлет Рейнольдса
Летом 1791 года 23-летняя Мария Рейнольдс обратилась к женатому 34-летнему Александру Гамильтону в Филадельфии с просьбой о помощи, при том материальной, утверждая, что её муж, Джеймс, бросил её. На тот момент у Гамильтона не было средств, поэтому он запросил адрес девушки, дабы позже навестить её. Как только Гамильтон прибыл в пансионат, где остановилась Мария, она отвела его наверх и повела в свою спальню; Позже он вспоминал, что «последовал некоторый разговор, из которого было очевидно, что приемлемо иное, не денежное, утешение». Роман продолжался с различной периодичностью примерно до июня 1792 года.
В течение этих месяцев, муж Марии, Джеймс Рейнольдс, хорошо знал о неверности своей жены. Он постоянно поддерживал их отношения, дабы шантажировать Гамильтона.
Джеймс Рейнольдс вымогал 1000 долларов в обмен на умалчивание супружеской измены Гамильтона. Первое время он снова и снова приглашал Александра к Марии «как друга», скорее всего, чтобы снова потребовать неопределенную сумму.
Однако, уже к 2 мая 1792 года Джеймс Рейнольдс настоятельно стал требовать, чтобы Гамильтон больше не виделся с его женой; в итоге выплаты за шантаж составили более 1300 долларов, включая первоначальное вымогательство. Гамильтон в этот момент, возможно, знал о причастности обоих Рейнольдсов к шантажу и приветствовал, а также строго выполнил просьбу Рейнольдса о прекращении романа.
В ноябре 1792 года, после того, как Джеймс Рейнольдс был заключен в тюрьму за участие в схеме, предусматривающей невыплату заработной платы, предназначенной для ветеранов Революционной войны, он использовал свои знания о сексуальной связи Гамильтона, чтобы найти выход из собственных проблем. Рейнольдс знал, что Гамильтону придется выбирать между раскрытием его романа с Марией или ложным признанием соучастия в обвинениях. Джеймс Монро, Авраам Венейбл и Фредерик Муленберг были первыми, кто услышал об этой возможной коррупции в новом правительстве страны, и 15 декабря 1792 года решили лично ознакомить Гамильтона с полученной ими информацией, подтвержденной чеками выплат Гамильтона Рейнольдсу, что Мария дала им в подтверждение обвинений мужа. Отрицая какую-либо финансовую непристойность, Гамильтон раскрыл истинную природу своих отношений с Марией Рейнольдс и её мужем во всех её неприятных деталях. Он даже предоставил письма Марии и Джеймса Рейнольдса.
Убедившись, что Гамильтон не был причастен к финансовым махинациям, Монро, Венейбл и Муленберг согласились не обнародовать информацию и документы по делу Рейнольдса. Монро и его коллеги заверили Гамильтона, что дело разрешилось. Однако Монро отправил письма своему близкому другу, Томасу Джефферсону. Джефферсон и Гамильтон были самопровозглашенными противниками, и через пять лет после получения писем Джефферсон использовал полученные знания, дабы начать распускать слухи о личной жизни Гамильтона.
В том же 1797 году, когда Гамильтон больше не занимал пост министра финансов, детали его отношений с Марией и Джеймсом Рейнольдсами стали известны в серии памфлетов, написанных журналистом Джеймсом Томсоном Каллендером. Туда были включены копии документов, которые Гамильтон предоставил комиссии Монро в декабре 1792 года.
25 августа 1797 г. Гамильтон отреагировал на откровения Каллендера, напечатав свой собственный документ на 95 страниц, позже известный как «Памфлет Рейнольдса», в котором он отрицал все обвинения в коррупции. Он, однако, не отрицал своих отношений с Марией Рейнольдс; вместо этого он открыто признал это и извинился. Искренность Гамильтона одновременно восхищала и непоправимо повредила его репутацию.
Этот случай был признан как «Один из первых секс-скандалов в политической истории США».

### Примирение с Александром
Достоверно неизвестно, как развивались отношения Элайзы и Александра после, и именно в какой момент Гамильтон был прощён. Большинство писем Элизабет уничтожила. Однако, можно предположить, что всё начало налаживаться в середине 1798 года. Из письма Александра Элайзе от 5 июня 1798 года, мы узнаём, что их совместные дети на данный момент именно с ним:

Я написал тебе, моя возлюбленная Элайза, письмо в понедельник. Ты будешь рада узнать, что наши дорогие мальчики и я по-прежнему здоровы и что они до сих пор ведут себя хорошо. Я надеюсь, что они будут продолжать в том же духе, потому что в нашей взаимной любви и в них заключено всё наше счастье.
Я верю, что ты к этому времени прибыла и с нетерпением ожидала от меня письма. Наши общественные дела продолжают идти в хорошем поезде; И когда ты вернешься ко мне, мои личные дела не могут не оказаться в таком хорошем поезде, как я этого желаю.
Всегда твой. С наилучшими пожеланиями.

А также с письма 8 июня, в котором Гамильтон просит Элизабет сказать её отцу, что у них всё нормализуется:

Я уже третий раз пишу своей любви с момента её отъезда. Я продолжаю наслаждаться хорошим здоровьем, и мое настроение настолько хорошее, насколько это возможно в её отсутствие. Но я нахожу, что с возрастом её присутствие становится всё более необходимым для меня. По мере того, как я обнаруживаю бесполезность других занятий, ценность моей Элайзы и внутреннего счастья возрастает в моей оценке.
Анжелика и её семья в порядке, за исключением того, что подагра мистера Чёрча не исчезла изнутри. Пегги — как обычно. Однако вчера она жаловалась на небольшую подагру в руке. С Корнелией всё хорошо.
Скажи своему отцу, что наши дела продолжают исправляться и что есть все шансы, что мы не наденем французское иго. Прощай, Моя дорогая жена.
Всегда твой.

## Последние годы жизни

### Прощальное письмо для Элизабет Гамильтон
4 июля 1804 года, за неделю до своей смерти, Гамильтон написал прощальное письмо своей жене:

Это письмо, моя дорогая Элайза, не будет доставлено тебе, пока я не закончу свою земную миссию; чтобы начать, как я смиренно надеюсь от искупления благодати и божественной милости, счастливое бессмертие.
Если бы я мог избежать дуэли, моя любовь к тебе и к моим дорогим детям была бы одной из решающих причин. Но это было бы невозможно без жертв, которые сделали бы меня недостойным твоего уважения. Мне не нужно рассказывать тебе о муках, которые я испытываю, от одной лишь мысли покинуть тебе, подвергнуть страданиям, которые, я знаю, ты почувствуешь. Я, также, не мог не останавиться на этой теме, она меня не отвлекла.
Утешения Религии, моя любовь, могут поддержать тебя; и этим ты имеешь право наслаждаться. Лети в объятия своего Бога и будь довольна. С моей последней идеей; Я буду дорожить сладкой надеждой встретить тебя в лучшем мире.
Прощай, лучшая из жен и лучшая из женщин. Обними всех моих дорогих Детей за меня.
Всегда твой, Александр.

После смерти Александра в 1804 году, Элайзе остались долги её мужа. Она продала их дом на открытом аукционе. Однако, позже смогла его приобрести за полцены.
В ноябре 1833 года она снова продала свой дом за $25000. А в 1848 году переехала из Нью-Йорка в Вашингтон, округ Колумбия, где жила со своей овдовевшей дочерью Элайзой до конца своих дней.
Умерла Элизабет Гамильтон 9 ноября 1854 года в возрасте 97 лет. Она пережила своего мужа на 50 лет, а также всех свои братьев и сестер (кроме Кэтрин, что была на 24 года младше её). Похоронена рядом со своим мужем на кладбище церкви Троицы в Нью-Йорке.

## Образ в культуре

### В театре
- В 2015 году на Бродвее был поставлен мюзикл «Гамильтон» о жизни Александра Гамильтона, где Элайзу сыграла Филиппа Су. Постановка стала обладателем Пулитцеровской премии в категории «Драма»[6] и одиннадцати наград «Тони»[7].